# 1980 v dopravě
Tento článek obsahuje seznam událostí souvisejících s dopravou, které proběhly roku 1980.

## Události
- 1. ledna 1980

 Dokončena elektrizace úseku Vraňany – Lovosice na trati Praha – Děčín.
- 28. května 1980

 Elektrický provoz byl zahájen také na celé trati 225 z Jihlavy do Veselí nad Lužnicí.
- 29. května 1980

 Zahájen provoz na přeložce železniční trati Chodov – Sokolov.
- 1. září 1980

 V Plzni byla uvedena do provozu tramvajová trať z provizorní konečné u Lékařské fakulty na Košutku. Na uvedeném úseku byla zavedena linka číslo 4 Košutka – Bory, jezdící dodnes.
- 5. listopadu 1980

 V Moskevském metru byla otevřena stanice Šabolovskaja, jež byla rozestavěná téměř dvacet let.
- 7. listopadu 1980

 Otevřen úsek pražského metra II.C mezi stanicemi Kačerov a Háje (tehdy Kosmonautů).
- 8. listopad

 Propojení Prahy, Brna a Bratislavy dálnicí D1, D2.
- 12. prosince 1980

 Otevřen úsek pražského metra II.A mezi stanicemi Náměstí Míru a Želivského.
- 13. prosince 1980

 Byla zrušena tramvajová trať na Václavském náměstí, jež existovala desítky let; došlo tak k zásadní proměně celého náměstí.

## Neurčené datum
V Samaře a Jekatěrinburgu se začínají stavět podzemní dráhy.
V síti Budapešťského metra byl otevřen úsek linky M3 mezi stanicemi Kőbánya-Kispest a Népliget.